# Claude Frochaux
 (novembre 2020).
Claude Frochaux, né le 12 avril 1935 à Berne, est un libraire, éditeur et écrivain vaudois.

## Biographie
Claude Frochaux (d'origine neuchâteloise) fait des études classiques au gymnase de Neuchâtel qu'il interrompt à 17 ans pour se consacrer entièrement à sa passion du livre et de l'écrit. En 1954, il commence un apprentissage de libraire à la Librairie Payot à Lausanne et obtient un diplôme de libraire en 1956. De 1956 à 1958, il travaille à la libraire Payot de Zurich et participe, par deux longs articles, l'un consacré au théâtre contemporain et l'autre à Georges Bataille, à la revue Présence animée par Gilbert Troilliet. De 1958 à 1959, libraire à Londres, Claude Frochaux participe, sans travaux concrets, au Free Cinema Group de Lindsay Anderson en même temps qu'il adresse quelques articles sur le cinéma anglais à La Tribune de Genève. De retour en Suisse il est libraire à Genève de 1959 à 1962, réalise un voyage au Moyen-Orient en pratiquant un peu de journalisme libre. De 1962 à 1964, il part travailler à Paris comme libraire et éditeur chez Jean-Jacques Pauvert, Le Palimugre.

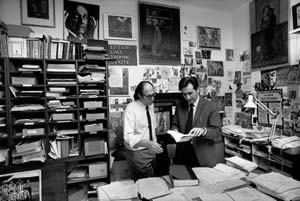
Claude Frochaux avec Vladimir Dimitrijević en 1983 by Erling Mandelmann

Libraire à Lausanne dès 1965, il rejoint en 1968 Vladimir Dimitrijević qui vient de fonder L'Âge d'Homme, et où il dirige la collection « Contemporains ». Dès lors, il réalise divers travaux de journalisme écrit et radio, dialogues d'une dramatique de Noël pour la Télévision suisse romande, dialogues français d'un film de Von Gunten, Die Auslieferung.
Membre du Groupe d'Olten des écrivains suisses et de la Société des auteurs dramatiques de Suisse romande, il reçoit le prix Lipp Suisse en 1997 pour L'homme seul, 1997.

## Publications
- Le lustre du Grand-Théâtre (1967)
- Lausanne ou les sept paliers de la folie (1970)
- Djakarta (1972)
- Les amis de Pamela Gibson (1976)
- Aujourd'hui, je ne vais pas à l'école (1982)
- L'homme seul (1997)